# Willem Stemmer
Willem P. C. „Pim“ Stemmer (* um 1957 in den Niederlanden; † 2. April 2013) war ein niederländischer Molekularbiologe und Unternehmensgründer.

## Leben und Wirken
Stemmer ging auf das Internat Institut Montana auf dem Zugerberg in der Schweiz (Abschluss 1975) und studierte Biologie an der Universität Amsterdam, an der er 1980 promoviert wurde. Danach ging er an die University of Wisconsin–Madison, wo er sich Molekularbiologie zuwandte und erneut bei Fred Blattner 1985 promovierte (Ph. D.). Thema der Dissertation waren Pili von Bakterien und ihre pathogene Rolle. Er war Wissenschaftler bei Hybritech (Antikörper-Fragmentierungs-Technologie für Therapie von Dickdarmkrebs) und danach ein leitender Wissenschaftler bei Affymax.
Er ist für verschiedene Erfindungen bekannt, die er jeweils mit Firmengründungen kommerziell verwertete. 1993 erfand er bei Affymax DNA Shuffling (auch Molecular Breeding genannt), eine Methode neue DNA-Kombinationen mit gerichteter Evolution zu erhalten. Um die Erfindung zu verwerten, war er einer der Ko-Gründer von Maxygen (1997).
Als Spin-off von Maxygen entstanden Verdia (2004 von DuPont übernommen) und Codexis (die 2010 an die Börse gingen).
2001 erfand er Avimere, künstliche Proteine, die wie Antikörper spezifisch an bestimmte Antigene binden. Er gründete zur Auswertung der Erfindung Avidia, deren Chefwissenschaftler er bis 2005 war und die 2006 von Amgen übernommen wurde.
Zuletzt war er CEO von Amunix in Mountain View, das er mit Volker Schellenberger gründete. Die Firma wertete eine Erfindung von Stemmer aus, die Serum-Halbwertszeit von aus Proteinen bestehenden Medikamenten im Blut zu erhöhen, indem die aktive Substanz an eine hydrophile Proteinkette (XTEN) gekoppelt wird (XTENylation genannt), die den hydrodynamischen Radius im Blut erhöht und so zu frühes Ausfiltern in den Nieren umgeht. 2008 bildeten sie mit Index Ventures eine Tochtergesellschaft Versartis, um für mit der XTEN-Technologie entwickelte Medikamente (Mangel Wachstumshormone) klinische Studien durchzuführen, und eine Tochtergesellschaft Diartis für ein Medikament bei Typ 2 Diabetes.
Er veröffentlichte 68 wissenschaftliche Arbeiten und hielt über 100 US-Patente.
2011 erhielt er mit Frances Arnold den Charles-Stark-Draper-Preis für Pionierleistungen der Anwendung gesteuerter Evolution für verschiedene pharmazeutische und chemische Produkte (insbesondere DNA Shuffling). 2000 erhielt er den Doisy Award und 2001 den David Perlman Award.

## Schriften
- Rapid Evolution of a Protein in vitro by DNA Shuffling. Nature 370, 1994, 389–391.
- DNA Shuffling by Random Fragmentation and Reassembly: In vitro Recombination for Molecular Evolution. Proc. Natl. Acad. Sci. U.S.A. 1994, 91, 10747–10751
- mit A. Crameri, S.-A. Raillard: DNA Shuffling of a Family of Genes from Diverse Species Accelerates Directed Evolution. Nature, 391, 1998, S. 288–290.